# 丹波広域基幹林道
丹波広域基幹林道（たんばこういきりんどう）は、京都府の船井郡京丹波町から南丹市を経由して京都市に至る林道である。利用区域の森林面積は7,275ha。京都府が建設し、市町が管理している。

## 路線データ
丹波広域基幹林道全体のデータは次のとおり。
- 起点：京都府船井郡京丹波町下山
- 終点：京都府京都市左京区花脊大布施町
- 経由地：南丹市、京都市右京区
- 総延長：65.4km
- 車道幅員：4.0m（全幅4.5 - 5.0m）
- 路線数：5路線

## 歴史
1985年（昭和60年）に建設が始まり、2013年（平成25年）に整備事業が完了した。
- 1984年（昭和59年） - 丹波美山1号線、肱谷四ッ谷線、丹波美山2号線の全体計画調査が実施。
- 1985年（昭和60年） - 丹波美山1号線と丹波美山2号線の工事が着工。
- 1986年（昭和61年） - 深見大布施線の全体計画調査が実施。
- 1987年（昭和62年） - 深見大布施線の工事が着工。
- 1991年（平成3年） - 原深見線の全体計画調査が実施され、工事着工。
- 1992年（平成4年） - 肱谷四ッ谷線の工事が着工。
- 1999年（平成11年） - 丹波美山2号線が全線開通。
- 2002年（平成14年） - 丹波美山1号線が全線開通。
- 2005年（平成17年） - 原深見線が全線開通。
- 2012年（平成24年） - 肱谷四ッ谷線と深見大布施線が全線開通。

## 路線状況
5路線それぞれの延長などを次に記す。
丹波美山1号線
総幅員5m、総延長16.2km。京丹波町から南丹市を結ぶ。
肱谷四ッ谷線
総幅員4.5m - 5.0m、総延長4.3km。南丹市を横断する。
丹波美山2号線
総幅員5m、総延長8.2km。南丹市を横断する。
原深見線
総幅員4.5m - 5.0m、総延長9.6km。南丹市と京都市右京区の境界を通過する。
深見大布施線
総幅員4.5m - 5.0m、総延長27.1km。京都市右京区と左京区を通過する。

## 地理
林道は森林の整備活用を目的に山の尾根に近い位置も通っている。接続する道路と付近の地形は次のとおり。
- 丹波美山1号線
  - 国道27号（京丹波町下山）
  - 林道升谷線
  - 林道奥山向山線
  - 林道向山線
  - 鏡峠
- 肱谷四ッ谷線
  - 林道菅生山線
- 丹波美山2号線
  - 林道海老谷線
  - 海老坂
  - 神楽坂
- 原深見線
  - 原峠
  - 林道原清水丸線
  - 知谷峠
  - 林道知谷線
  - 深見峠
- 深見大布施線
  - 国道162号（京都市右京区京北上弓削町）
  - 男鹿峠
  - 八丁峠
  - 林道八丁線
  - 鴨瀬芦谷山
  - コシキ峠
  - ソトバ山
  - ソトバ峠
  - 衣懸坂
  - 林道片波広域線
  - 林道倉谷線
  - 鍋谷山
  - 国道477号（京都市左京区花脊大布施町）